# Smaragdina kuromon
Smaragdina kuromon là một loài bọ cánh cứng trong họ Chrysomelidae. Loài này được Kimoto miêu tả khoa học năm 1984.